# Bireun Meunasah Dayah
Bireun Meunasah Dayah is een bestuurslaag in het regentschap Bireuen van de provincie Atjeh, Indonesië. Bireun Meunasah Dayah telt 3289 inwoners (volkstelling 2010).